# Poro (Cebu)
Poro é um município de  quarta classe de renda municipal (d) na província Cebu, nas Filipinas. De acordo com o censo de 1 de maio  de  2020 possui uma população de 26 232 pessoas e 6 900 domicílios.